# Адриан IV (папа)
Вижте пояснителната страница за други личности с името Адриан.
Папа Адриан IV (на латински: Hadrianus.PP.IV) роден Никълъс Брейкспир (на италиански: Nicholas Breakspeare) е глава на Католическата църква, 169-ия папа в Традиционното броене, единствения папа англичанин.